# 4 Heures de Spa-Francorchamps 2021
Navigation
Édition précédente Édition suivante
Les 4 Heures de Spa-Francorchamps 2021, disputées le 19 septembre 2021 sur le Circuit de Spa-Francorchamps, sont la cinquième manche de l'European Le Mans Series 2021.
Pour la première fois depuis le début de la Pandémie de Covid-19, le public est  de retour sur le circuit d'une épreuve de l'European Le Mans Series. Pour célébrer cela, l'épreuve ardennaise est gratuite durant tout le week-end, avec un accès libre aux deux tribunes des stands, ainsi qu’aux voies piétonnes.

## Engagés

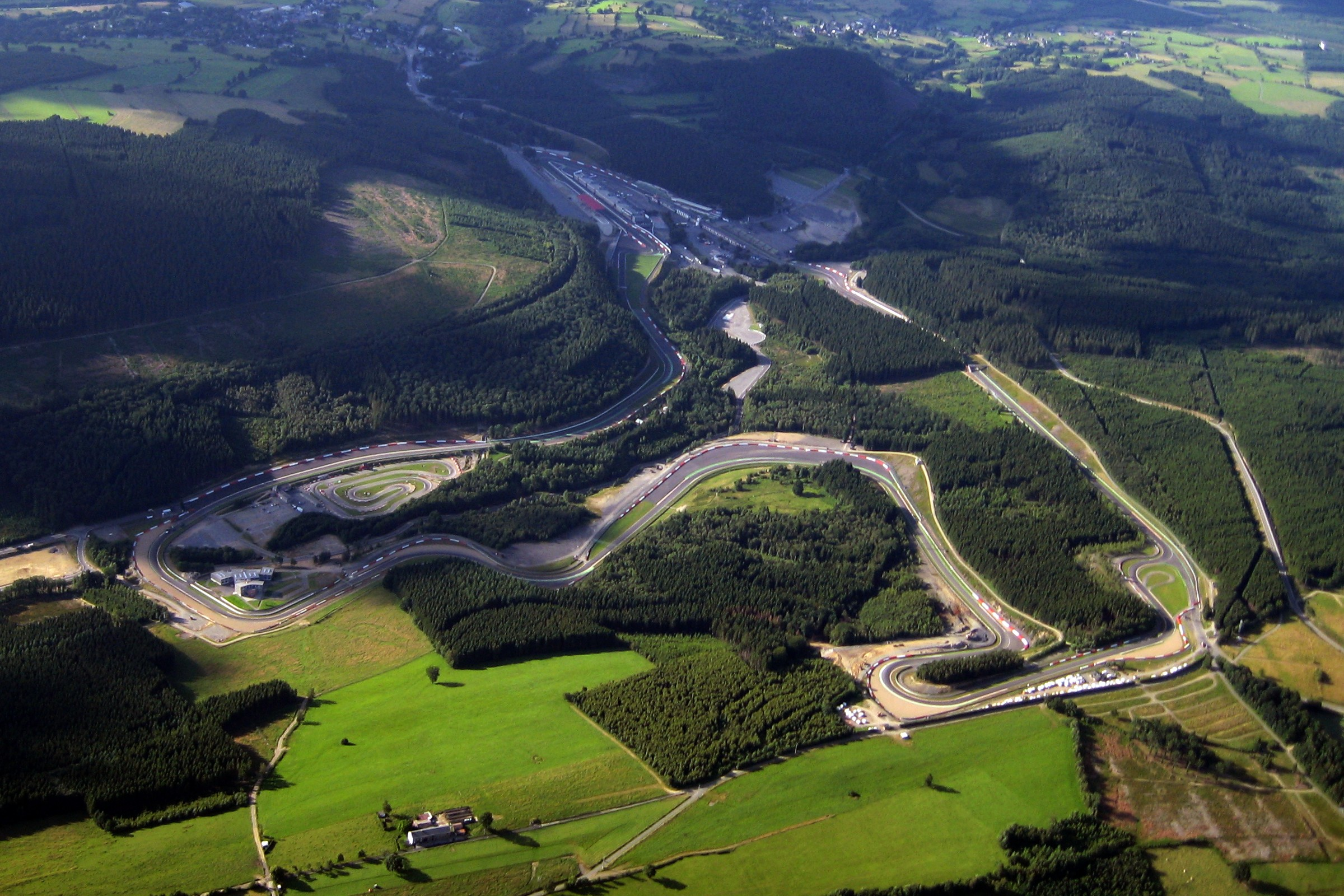
Vue aérienne du Circuit de Spa-Francorchamps

La liste officielle des engagés est composée de 39 voitures, dont 14 en LMP2 dont 5 Pro/Am, 16 en LMP3 et 9 en LM GTE,.
Dans la catégorie LMP2, l'Oreca 07 n°17 de l'écurie française IDEC Sport / Era Motorsport, qui avait déclaré forfait lors des derniers 24 Heures du Mans après deux sorties de piste à la Journée Test puis en essais libres, fait l'impasse sur l'épreuve belge. Après être réapparu lors des 4 Heures de Monza, l'écurie américaine DragonSpeed USA avec son Oreca 07 n°21 fait de nouveau l'impasse sur une manche de l'European Le Mans Series. L'Oreca 07 n°39 de l'écurie française Graff fait également l'impasse sur l'épreuve belge. Antonin Borga est remplacé par le récent vainqueur de la catégorie au dernières 24 Heures du Mans, Charles Milesi au volant de l'Oreca 07 n°37 de l'écurie suisse Cool Racing. Le pilote américano-brésilien Gustavo Menezes remplace le pilote espagnol Roberto Merhi au volant de l'Aurus 01 n°25 de l'écurie russe G-Drive Racing. Francois Heriau ne peut participer à l'épreuve ardennaise à la suite de sa récente blessure à l'épaule, causée par une lourde chute de vélo. L'écurie Ultimate n'ayant pas trouvé un pilote de catégorie bronze répondant à ses critères, l'Oreca 07 n°29 participe donc à l'épreuve avec seulement deux pilotes et cela ne lui a pas permis de marquer des points dans le championnat LMP2 Pro/Am,. 
Dans la catégorie LMP3, les deux équipages de l’écurie polonaise Inter Europol Competition ont évolués. Le pilote australien Aidan Read, déjà vu en Asian Le Mans Series, remplace le pilote italien Mattia Pasini, lui même transféré au volant de la voiture n°14 de l'écurie, au volant de la Ligier JS P320 n°13. Le pilote chilien Nico Pino, novice en European Le Mans Series, rejoint quant à lui l'équipe Mattia Pasini et Mateusz Kaprzyk au volant de la Ligier JS P320 n°14.
Dans la catégorie LMGTE, il est à noter le retour de Matthew Griffin au volant de la Ferrari 488 GTE Evo n°55 de l'écurie suisse Spirit of Race. Il n'avait pas pu participer au 4 Heures de Monza à la suite du décès de son père et avait été remplacé par Alessandro Pier Guidi.

## Qualifications
| Pos. | Classe | N° | Équipe                    | Pilote                 | Temps              | Écart              |
| 1    | LMP2   | 37 | Cool Racing               | Charles Milesi         | 2 min 04 s 384     | --                 |
| 2    | LMP2   | 22 | United Autosports         | Philip Hanson          | 2 min 04 s 516     | 0 s 132            |
| 3    | LMP2   | 41 | Team WRT                  | Louis Delétraz         | 2 min 04 s 762     | 0 s 378            |
| 4    | LMP2   | 28 | IDEC Sport                | Patrick Pilet          | 2 min 04 s 786     | 0 s 402            |
| 5    | LMP2   | 30 | DUQUEINE Team             | René Binder            | 2 min 05 s 044     | 0 s 660            |
| 6    | LMP2   | 24 | Algarve Pro Racing        | Ferdinand von Habsburg | 2 min 05 s 074     | 0.690              |
| 7    | LMP2   | 26 | G-Drive Racing            | Nyck de Vries          | 2 min 05 s 257     | 0 s 873            |
| 8    | LMP2   | 25 | G-Drive Racing            | Gustavo Menezes        | 2 min 05 s 407     | 1.023              |
| 9    | LMP2   | 34 | Racing Team Turkey        | Harry Tincknell        | 2 min 05 s 735     | 1 s 351            |
| 10   | LMP2   | 65 | Panis Racing              | James Allen            | 2 min 05 s 824     | 1 s 440            |
| 11   | LMP2   | 35 | BHK Motorsport            | Sergio Campana         | 2 min 06 s 400     | 2 s 016            |
| 12   | LMP2   | 29 | Ultimate                  | Matthieu Lahaye        | 2 min 06 s 504     | 2 s 120            |
| 13   | LMP3   | 4  | DKR Engineering           | Laurents Hörr          | 2 min 11 s 580     | 7 s 196            |
| 14   | LMP3   | 13 | Inter Europol Competition | Ugo de Wilde           | 2 min 12 s 292     | 7 s 908            |
| 15   | LMP3   | 2  | United Autosports         | Wayne Boyd             | 2 min 12 s 335     | 7 s 951            |
| 16   | LMP3   | 8  | Graff                     | David Droux            | 2 min 12 s 443     | 8 s 059            |
| 17   | LMP3   | 15 | RLR Msport                | Malthe Jakobsen        | 2 min 12 s 486     | 8 s 102            |
| 18   | LMP3   | 20 | Team Virage               | Garett Grist           | 2 min 12 s 797     | 8 s 413            |
| 19   | LMP3   | 11 | Eurointernational         | Joey Alders            | 2 min 13 s 139     | 8 s 755            |
| 20   | LMP3   | 3  | United Autosports         | Duncan Tappy           | 2 min 13 s 299     | 8 s 915            |
| 21   | LMP3   | 18 | 1 AIM Villorba Corse      | Damiano Fioravanti     | 2 min 13 s 372     | 8 s 988            |
| 22   | LMP3   | 7  | Nielsen Racing            | Colin Noble            | 2 min 13 s 396     | 9 s 012            |
| 23   | LMP3   | 9  | Graff                     | Matthias Kaiser        | 2 min 13 s 514     | 9 s 130            |
| 24   | LMP3   | 14 | Inter Europol Competition | Nico Pino              | 2 min 13 s 524     | 9 s 140            |
| 25   | LMP3   | 19 | Cool Racing               | Niklas Krütten         | 2 min 13 s 588     | 9 s 204            |
| 26   | LMP3   | 6  | Nielsen Racing            | Max Koebolt            | 2 min 13 s 685     | 9 s 301            |
| 27   | LMGTE  | 93 | Proton Competition        | Richard Lietz          | 2 min 16 s 093     | 11 s 709           |
| 28   | LMGTE  | 80 | Iron Lynx                 | Miguel Molina          | 2 min 16 s 978     | 12 s 594           |
| 29   | LMGTE  | 88 | AF Corse                  | Alessio Rovera         | 2 min 17 s 233     | 12 s 849           |
| 30   | LMGTE  | 60 | Iron Lynx                 | Paolo Ruberti          | 2 min 17 s 599     | 13 s 215           |
| 31   | LMGTE  | 95 | TF Sport                  | Ross Gunn              | 2 min 17 s 698     | 13 s 314           |
| 32   | LMGTE  | 55 | Spirit of Race            | David Perel            | 2 min 17 s 818     | 13 s 434           |
| 33   | LMGTE  | 66 | JMW Motorsport            | Jody Fannin            | 2 min 18 s 317     | 13 s 933           |
| 34   | LMP3   | 12 | Racing Experience         | David Hauser           | Problème technique | Problème technique |
| 35   | LMP2   | 32 | United Autosports         |                        | Accident           | Accident           |
| 36   | LMP3   | 5  | MV2S Racing               | Fabien Lavergne        | Problème technique | Problème technique |
| 37   | LMGTE  | 77 | WeatherTech Racing        | Matt Campbell          | Temps annulé       | Temps annulé       |
| 38   | LMGTE  | 83 | Iron Lynx                 | Michelle Gatting       | Temps annulé       | Temps annulé       |

## Course

### Classement de la course
Voici le classement final au terme de la course.
- Les vainqueurs de chaque catégorie sont signalés par un fond jauni.
- Pour la colonne Pneus, il faut passer le curseur au-dessus du modèle pour connaître le manufacturier de pneumatiques.

| Pos   | Classe | no | Écurie                    | Pilotes                                                  | Châssis                        | Pneus | Tours | Temps                              |
| Pos   | Classe | no | Écurie                    | Pilotes                                                  | Moteur                         | Pneus | Tours | Temps                              |
| ----- | ------ | -- | ------------------------- | -------------------------------------------------------- | ------------------------------ | ----- | ----- | ---------------------------------- |
| 1     | LMP2   | 41 | Team WRT                  | Louis Delétraz Robert Kubica Ye Yifei                    | Oreca 07                       | G     | 99    | 4 h 01 min 14 s 485                |
| 1     | LMP2   | 41 | Team WRT                  | Louis Delétraz Robert Kubica Ye Yifei                    | Gibson GK428 4,2 l V8 Atmo     | G     | 99    | 4 h 01 min 14 s 485                |
| 2     | LMP2   | 30 | DUQUEINE Team             | René Binder Tristan Gommendy Memo Rojas                  | Oreca 07                       | G     | 99    | + 5 s 318                          |
| 2     | LMP2   | 30 | DUQUEINE Team             | René Binder Tristan Gommendy Memo Rojas                  | Gibson GK428 4,2 l V8 Atmo     | G     | 99    | + 5 s 318                          |
| 3     | LMP2   | 65 | Panis Racing              | Julien Canal Will Stevens James Allen                    | Oreca 07                       | G     | 99    | + 19 s 544                         |
| 3     | LMP2   | 65 | Panis Racing              | Julien Canal Will Stevens James Allen                    | Gibson GK428 4,2 l V8 Atmo     | G     | 99    | + 19 s 544                         |
| 4     | LMP2   | 37 | Cool Racing               | Charles Milesi Alexandre Coigny Nicolas Lapierre         | Oreca 07                       | G     | 99    | + 23 s 198                         |
| 4     | LMP2   | 37 | Cool Racing               | Charles Milesi Alexandre Coigny Nicolas Lapierre         | Gibson GK428 4,2 l V8 Atmo     | G     | 99    | + 23 s 198                         |
| 5     | LMP2   | 32 | United Autosports         | Nico Jamin Manuel Maldonado Job van Uitert               | Oreca 07                       | G     | 99    | + 26 s 236                         |
| 5     | LMP2   | 32 | United Autosports         | Nico Jamin Manuel Maldonado Job van Uitert               | Gibson GK428 4,2 l V8 Atmo     | G     | 99    | + 26 s 236                         |
| 6     | LMP2   | 28 | IDEC Sport                | Paul-Loup Chatin Paul Lafargue Patrick Pilet             | Oreca 07                       | G     | 99    | + 1 min 07 s 468                   |
| 6     | LMP2   | 28 | IDEC Sport                | Paul-Loup Chatin Paul Lafargue Patrick Pilet             | Gibson GK428 4,2 l V8 Atmo     | G     | 99    | + 1 min 07 s 468                   |
| 7     | LMP2   | 25 | G-Drive Racing            | Rui Andrade John Falb Gustavo Menezes                    | Aurus 01                       | G     | 99    | + 1 min 24 s 134                   |
| 7     | LMP2   | 25 | G-Drive Racing            | Rui Andrade John Falb Gustavo Menezes                    | Gibson GK428 4,2 l V8 Atmo     | G     | 99    | + 1 min 24 s 134                   |
| 8     | LMP2   | 22 | United Autosports         | Jonathan Aberdein Philip Hanson Tom Gamble               | Oreca 07                       | G     | 99    | + 1 min 33 s 014                   |
| 8     | LMP2   | 22 | United Autosports         | Jonathan Aberdein Philip Hanson Tom Gamble               | Gibson GK428 4,2 l V8 Atmo     | G     | 99    | + 1 min 33 s 014                   |
| 9     | LMP2   | 35 | BHK Motorsport            | Sergio Campana Francesco Dracone Markus Pommer           | Oreca 07                       | G     | 98    | + 1 tour                           |
| 9     | LMP2   | 35 | BHK Motorsport            | Sergio Campana Francesco Dracone Markus Pommer           | Gibson GK428 4,2 l V8 Atmo     | G     | 98    | + 1 tour                           |
| 10    | LMP2   | 29 | Ultimate                  | Matthieu Lahaye Jean-Baptiste Lahaye                     | Oreca 07                       | G     | 98    | + 1 tour                           |
| 10    | LMP2   | 29 | Ultimate                  | Matthieu Lahaye Jean-Baptiste Lahaye                     | Gibson GK428 4,2 l V8 Atmo     | G     | 98    | + 1 tour                           |
| 11    | LMP3   | 4  | DKR Engineering           | Laurents Hörr Mathieu de Barbuat                         | Duqueine M30 - D08             | M     | 96    | + 3 tours                          |
| 11    | LMP3   | 4  | DKR Engineering           | Laurents Hörr Mathieu de Barbuat                         | Nissan VK56 5,6 l V8 Atmo      | M     | 96    | + 3 tours                          |
| 12    | LMP3   | 19 | Cool Racing               | Matthew Bell Niklas Krütten Nicolas Maulini              | Ligier JS P320                 | M     | 96    | + 3 tours                          |
| 12    | LMP3   | 19 | Cool Racing               | Matthew Bell Niklas Krütten Nicolas Maulini              | Nissan VK56 5,6 l V8 Atmo      | M     | 96    | + 3 tours                          |
| 13    | LMP3   | 2  | United Autosports         | Wayne Boyd Edouard Cauhaupé Rob Wheldon                  | Ligier JS P320                 | M     | 96    | + 3 tours                          |
| 13    | LMP3   | 2  | United Autosports         | Wayne Boyd Edouard Cauhaupé Rob Wheldon                  | Nissan VK56 5,6 l V8 Atmo      | M     | 96    | + 3 tours                          |
| 14    | LMP3   | 8  | Graff                     | David Droux Sébastien Page Eric Trouillet                | Ligier JS P320                 | M     | 95    | + 4 tours                          |
| 14    | LMP3   | 8  | Graff                     | David Droux Sébastien Page Eric Trouillet                | Nissan VK56 5,6 l V8 Atmo      | M     | 95    | + 4 tours                          |
| 15    | LMP3   | 20 | Team Virage               | Charles Crews Garett Grist Rob Hodes                     | Ligier JS P320                 | M     | 95    | + 4 tours                          |
| 15    | LMP3   | 20 | Team Virage               | Charles Crews Garett Grist Rob Hodes                     | Nissan VK56 5,6 l V8 Atmo      | M     | 95    | + 4 tours                          |
| 16    | LMP3   | 18 | 1 AIM Villorba Corse      | Alessandro Bressan Damiano Fioravanti Andreas Laskaratos | Ligier JS P320                 | M     | 95    | + 4 tours                          |
| 16    | LMP3   | 18 | 1 AIM Villorba Corse      | Alessandro Bressan Damiano Fioravanti Andreas Laskaratos | Nissan VK56 5,6 l V8 Atmo      | M     | 95    | + 4 tours                          |
| 17    | LMP3   | 9  | Graff                     | Matthias Kaiser Rory Penttinen                           | Ligier JS P320                 | M     | 94    | + 5 tours                          |
| 17    | LMP3   | 9  | Graff                     | Matthias Kaiser Rory Penttinen                           | Nissan VK56 5,6 l V8 Atmo      | M     | 94    | + 5 tours                          |
| 18    | LMP3   | 3  | United Autosports         | Andrew Bentley Duncan Tappy James McGuire                | Ligier JS P320                 | M     | 94    | + 5 tours                          |
| 18    | LMP3   | 3  | United Autosports         | Andrew Bentley Duncan Tappy James McGuire                | Nissan VK56 5,6 l V8 Atmo      | M     | 94    | + 5 tours                          |
| 19    | LMGTE  | 88 | AF Corse                  | François Perrodo Emmanuel Collard Alessio Rovera         | Ferrari 488 GTE Evo            | G     | 93    | + 6 tours                          |
| 19    | LMGTE  | 88 | AF Corse                  | François Perrodo Emmanuel Collard Alessio Rovera         | Ferrari F154CB 3,9 l V8 Turbo  | G     | 93    | + 6 tours                          |
| 20    | LMGTE  | 80 | Iron Lynx                 | Matteo Cressoni Rino Mastronardi Miguel Molina           | Ferrari 488 GTE Evo            | G     | 93    | + 6 tours                          |
| 20    | LMGTE  | 80 | Iron Lynx                 | Matteo Cressoni Rino Mastronardi Miguel Molina           | Ferrari F154CB 3,9 l V8 Turbo  | G     | 93    | + 6 tours                          |
| 21    | LMP3   | 6  | Nielsen Racing            | Nick Adcock Max Koebolt Austin McCusker                  | Ligier JS P320                 | M     | 93    | + 6 tours                          |
| 21    | LMP3   | 6  | Nielsen Racing            | Nick Adcock Max Koebolt Austin McCusker                  | Nissan VK56 5,6 l V8 Atmo      | M     | 93    | + 6 tours                          |
| 22    | LMGTE  | 83 | Iron Lynx                 | Rahel Frey Michelle Gatting Sarah Bovy                   | Ferrari 488 GTE Evo            | G     | 93    | + 6 tours                          |
| 22    | LMGTE  | 83 | Iron Lynx                 | Rahel Frey Michelle Gatting Sarah Bovy                   | Ferrari F154CB 3,9 l V8 Turbo  | G     | 93    | + 6 tours                          |
| 23    | LMGTE  | 93 | Proton Competition        | Michael Fassbender Felipe Laser (de) Richard Lietz       | Porsche 911 RSR-19             | G     | 93    | + 6 tours                          |
| 23    | LMGTE  | 93 | Proton Competition        | Michael Fassbender Felipe Laser (de) Richard Lietz       | Porsche 4,2 l Flat-6 Atmo      | G     | 93    | + 6 tours                          |
| 24    | LMGTE  | 60 | Iron Lynx                 | Paolo Ruberti Claudio Schiavoni Giorgio Sernagiotto      | Ferrari 488 GTE Evo            | G     | 93    | + 6 tours                          |
| 24    | LMGTE  | 60 | Iron Lynx                 | Paolo Ruberti Claudio Schiavoni Giorgio Sernagiotto      | Ferrari F154CB 3,9 l V8 Turbo  | G     | 93    | + 6 tours                          |
| 25    | LMGTE  | 66 | JMW Motorsport            | Jody Fannin Andrea Fontana Rodrigo Sales                 | Ferrari 488 GTE Evo            | G     | 92    | + 7 tours                          |
| 25    | LMGTE  | 66 | JMW Motorsport            | Jody Fannin Andrea Fontana Rodrigo Sales                 | Ferrari F154CB 3,9 l V8 Turbo  | G     | 92    | + 7 tours                          |
| 26    | LMGTE  | 77 | WeatherTech Racing        | Christian Ried Cooper MacNeil Matt Campbell              | Porsche 911 RSR-19             | G     | 92    | + 7 tours                          |
| 26    | LMGTE  | 77 | WeatherTech Racing        | Christian Ried Cooper MacNeil Matt Campbell              | Porsche 4,2 l Flat-6 Atmo      | G     | 92    | + 7 tours                          |
| 27    | LMGTE  | 95 | TF Sport                  | John Hartshorne Ross Gunn Ollie Hancock                  | Aston Martin Vantage AMR       | G     | 91    | + 8 tours                          |
| 27    | LMGTE  | 95 | TF Sport                  | John Hartshorne Ross Gunn Ollie Hancock                  | Aston Martin 4,0 l V8 Bi-Turbo | G     | 91    | + 8 tours                          |
| 28    | LMP3   | 7  | Nielsen Racing            | Colin Noble Anthony Wells                                | Ligier JS P320                 | M     | 91    | + 8 tours                          |
| 28    | LMP3   | 7  | Nielsen Racing            | Colin Noble Anthony Wells                                | Nissan VK56 5,6 l V8 Atmo      | M     | 91    | + 8 tours                          |
| 29    | LMP3   | 11 | Eurointernational         | Andrea Dromedari Jacopo Baratto Joey Alders              | Ligier JS P320                 | M     | 90    | + 9 tours                          |
| 29    | LMP3   | 11 | Eurointernational         | Andrea Dromedari Jacopo Baratto Joey Alders              | Nissan VK56 5,6 l V8 Atmo      | M     | 90    | + 9 tours                          |
| Abd.  | LMP3   | 5  | MV2S Racing               | Adrien Chila Christophe Cresp Fabien Lavergne            | Ligier JS P320                 | M     | 91    | Sortie de piste                    |
| Abd.  | LMP3   | 5  | MV2S Racing               | Adrien Chila Christophe Cresp Fabien Lavergne            | Nissan VK56 5,6 l V8 Atmo      | M     | 91    | Sortie de piste                    |
| Abd.  | LMP3   | 14 | Inter Europol Competition | Mattia Pasini Mateusz Kaprzyk Nico Pino                  | Ligier JS P320                 | M     | 78    | Echappement cassé                  |
| Abd.  | LMP3   | 14 | Inter Europol Competition | Mattia Pasini Mateusz Kaprzyk Nico Pino                  | Nissan VK56 5,6 l V8 Atmo      | M     | 78    | Echappement cassé                  |
| Abd.  | LMP3   | 13 | Inter Europol Competition | Martin Hippe Ugo de Wilde Aidan Read                     | Ligier JS P320                 | M     | 47    | Sortie de piste                    |
| Abd.  | LMP3   | 13 | Inter Europol Competition | Martin Hippe Ugo de Wilde Aidan Read                     | Nissan VK56 5,6 l V8 Atmo      | M     | 47    | Sortie de piste                    |
| Abd.  | LMP2   | 24 | Algarve Pro Racing        | Richard Bradley Ferdinand von Habsburg Diego Menchaca    | Oreca 07                       | G     | 19    | Contact                            |
| Abd.  | LMP2   | 24 | Algarve Pro Racing        | Richard Bradley Ferdinand von Habsburg Diego Menchaca    | Gibson GK428 4,2 l V8 Atmo     | G     | 19    | Contact                            |
| Abd.  | LMP3   | 15 | RLR Msport                | Mike Benham Malthe Jakobsen Alex Kapadia                 | Ligier JS P320                 | M     | 19    | Contact                            |
| Abd.  | LMP3   | 15 | RLR Msport                | Mike Benham Malthe Jakobsen Alex Kapadia                 | Nissan VK56 5,6 l V8 Atmo      | M     | 19    | Contact                            |
| Abd.  | LMGTE  | 55 | Spirit of Race            | Duncan Cameron Matthew Griffin David Perel               | Ferrari 488 GTE Evo            | G     | 18    | Contact                            |
| Abd.  | LMGTE  | 55 | Spirit of Race            | Duncan Cameron Matthew Griffin David Perel               | Ferrari F154CB 3,9 l V8 Turbo  | G     | 18    | Contact                            |
| Abd.  | LMP2   | 34 | Racing Team Turkey        | Salih Yoluç Charlie Eastwood Harry Tincknell             | Oreca 07                       | G     | 13    | Sortie de piste                    |
| Abd.  | LMP2   | 34 | Racing Team Turkey        | Salih Yoluç Charlie Eastwood Harry Tincknell             | Gibson GK428 4,2 l V8 Atmo     | G     | 13    | Sortie de piste                    |
| Abd.  | LMP2   | 26 | G-Drive Racing            | Franco Colapinto Roman Rusinov Nyck de Vries             | Aurus 01                       | G     | 1     | Contact                            |
| Abd.  | LMP2   | 26 | G-Drive Racing            | Franco Colapinto Roman Rusinov Nyck de Vries             | Gibson GK428 4,2 l V8 Atmo     | G     | 1     | Contact                            |
| Forf. | LMP3   | 12 | Racing Experience         | Tom Cloet David Hauser Gary Hauser                       | Duqueine M30 - D08             | M     |       | Accident durant les qualifications |
| Forf. | LMP3   | 12 | Racing Experience         | Tom Cloet David Hauser Gary Hauser                       | Nissan VK56 5,6 l V8 Atmo      | M     |       | Accident durant les qualifications |

## Pole position et record du tour
- Pole position :  Charles Milesi (#37 Cool Racing) en 2 min 04 s 384
- Meilleur tour en course :  Charles Milesi (#37 Cool Racing) en 2 min 07 s 076

## Tours en tête
- no 37 Oreca 07 - Cool Racing :  16 tours (1-16)[11]
- no 41 Oreca 07 - Team WRT :  77 tours (17-38 / 43-56 / 58-78 / 80-99)
- no 30 Oreca 07 - DUQUEINE Team :  2 tours (39 / 79)
- no 32 Oreca 07 - United Autosports :  4 tours (4.-42 / 57)

## À noter
- Longueur du circuit : 7,004 km
- Distance parcourue par les vainqueurs : 693,386 km